# Governo Nielsen
O Governo Nielsen (em groenlandês/gronelandês:  Naalakkersuisut siulittaasuat) é um governo de coligação (br: coalizão) da Gronelândia, formado a partir das eleições regionais de 2025, e empossado em 7 de abril de 2025.

| Governo                                   | Primeiro-ministro     | Partidos |
| ----------------------------------------- | --------------------- | --- |
| Governo Regional de Jens-Frederik Nielsen | Jens-Frederik Nielsen | ►Democratas (Demokraatit) ►Partido do Povo Inuíte (Inuit Ataqatigiit) ►Avante (Siumut) ►Partido da Comunidade (Atassut) |

Integra os Democratas (social-liberal autonomista), o Partido do Povo Inuíte (esquerda independentista), o Avante (social-democrata autonomista) e o Partido da Comunidade (social-conservador autonomista).

Conta com 23 dos 31 lugares do Parlamento da Groenlândia (Inatsisartut). 

Os 4 partidos constituintes do novo governo assinaram o acordo “Juntos por uma Gronelândia segura, livre e em desenvolvimento”.

#### Programa de Governo
O programa de governo acordado entre os quatro partidos reflete as peocupações de todos eles.

| “ | A Gronelândia pertence-nos. Nós decidimos o nosso próprio futuro. Temos de escolher os nossos próprios parceiros. E somos nós que ditamos o ritmo neste domínio. Temos de mostrar ao mundo que somos um povo e um país que se mantém unido nos bons e nos maus momentos. A nossa unidade enquanto povo deve ter sempre precedência sobre as divergências políticas em domínios específicos, afirma a futura coligação no seu acordo. | ” |

## Composição do Governo
O novo governo regional da Gronelândia (Naalakkersuisut) foi empossado no dia 7 de abril de 2025, após aprovação pelo parlamento da Groenlândia (Inatsisartut).

| Partido                                  | Ideologia                          | Número de ministros |
| ---------------------------------------- | ---------------------------------- | ------------------- |
| Democratas Demokraatit/Demokraterne      | Social-liberalismo - Autonomismo   | 4                   |
| Partido do Povo Inuíte Inuit Ataqatigiit | Esquerda - Independentismo         | 4                   |
| Avante Siumut                            | Social-democracia – Autonomismo    | 1                   |
| Partido da Comunidade Atassut            | Social-conservatismo - Autonomismo | 1                   |

| Pasta                                                                       | Titular                | Partido                |
| --------------------------------------------------------------------------- | ---------------------- | ---------------------- |
| Primeiro Ministro (Naalakkersuisut siulittaasuat/Landsstyreformand)         | Jens-Frederik Nielsen, | Democratas             |
| Ministro das Finanças e dos Impostos:                                       | Múte B. Egede          | Partido do Povo Inuíte |
| Ministra dos Negócios Estrangeiros e da Investigação:                       | Vivian Motzfeldt       | Avante                 |
| Ministra da Educação, Cultura, Desporto e Igreja:                           | Nivi Olsen             | Democratas             |
| Ministro dos Negócios, Matérias-Primas, etc:                                | Naaja H. Nathanielsen  | Partido do Povo Inuíte |
| Ministra da Saúde e da Deficiência:                                         | Anna Wangenheim        | Democratas             |
| Ministra da Infância, da Juventude e das Famílias:                          | Maasi Pedersen         | Partido do Povo Inuíte |
| Ministro das Pescas, Caça, Agricultura e Auto-Suficiência:                  | Peter Borg             | Democratas             |
| Ministro dos Assuntos Sociais, Mercado de Trabalho e Assuntos Internos:     | Bentiaraq Ottosen      | Partido da Comunidade  |
| Ministro da Habitação, das Infra-estruturas e das Regiões Ultraperiféricas: | Aqqaluaq B. Egede      | Partido do Povo Inuíte |